# Feriados na Noruega

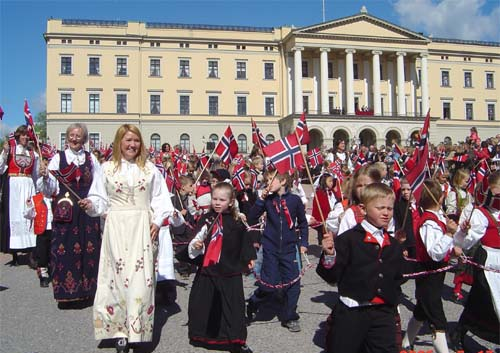
Comemoração do Dia Nacional da Noruega (Syttende mai)

Os feriados oficiais da Noruega (høytidsdager) são o Natal (Første juledag, Andre Juledag), o Domingo de Páscoa (Skjærtorsdag, Langfredag, Første påskedag, Andre Påskedag), o Dia de Pentecostes (Første pinsedag), o Primeiro de Maio (Første mai) e o 17 de Maio (Syttende mai). Para além deles, existem ainda os dias feriados tradicionais com caráter religioso (helligdag) e festivo (festdag).

A entrada do ano norueguês é feita com o Ano Novo (Nyttårsdag), durante o qual as pessoas desejam Godt nytt år! umas às outras. 

Na Páscoa (Påske), as pessoas têm férias e aproveitam para andar de esquis, jogar Yatzy e ver programas de televisão. Dizem God påske!, umas às outras. 

O meio do verão é comemorado com o Dia de São João (Sankt Hans Aften). 

A época do Natal (Jul) começa com o Dia de Santa Luzia, culmina com a chegada do Pai Natal (Julnisse) e a ceia do Natal, desejando as pessoas God jul! umas às outras.
O Dia Nacional da Noruega (Syttende mai) é comemorado em 17 de maio, uma data em que os noruegueses festejam a Constitução de 1814, a primeira constituição da Noruega livre e independente. 

O Primeiro de maio (Første mai) é igualmente comemorado anualmente. 